# Классификация экзопланет по Сударскому

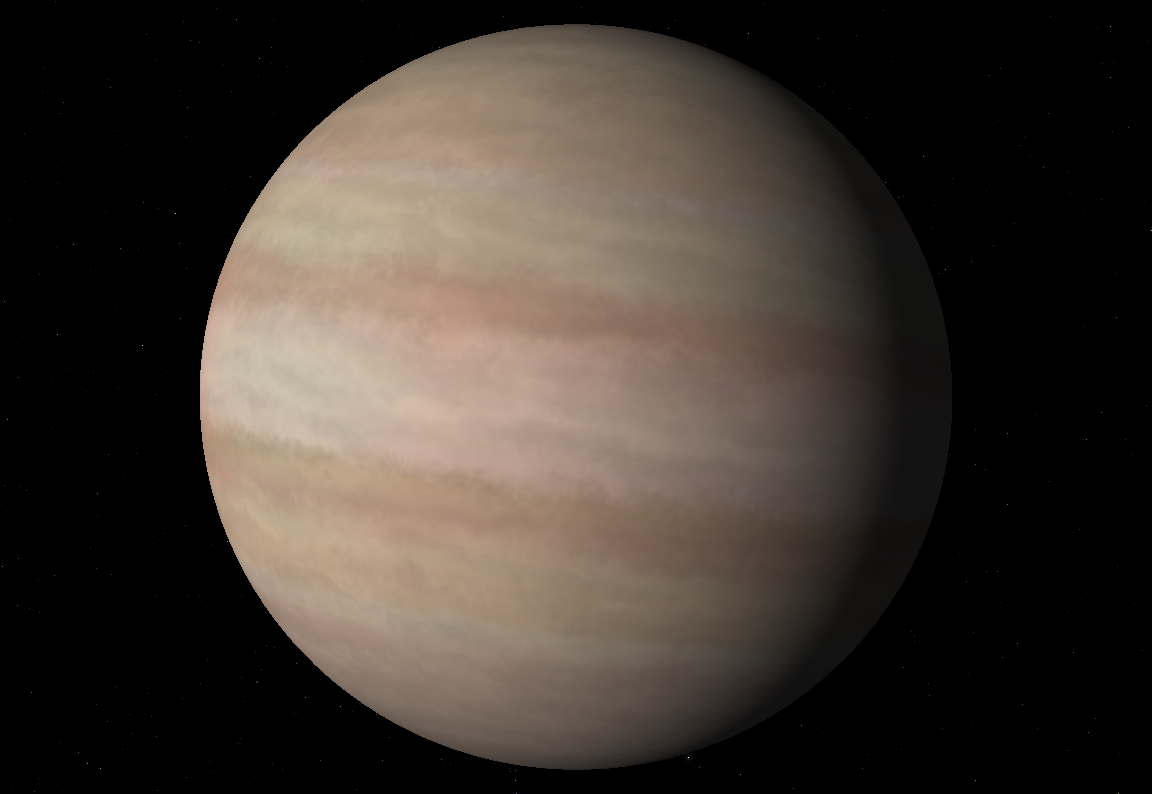
Планета I класса

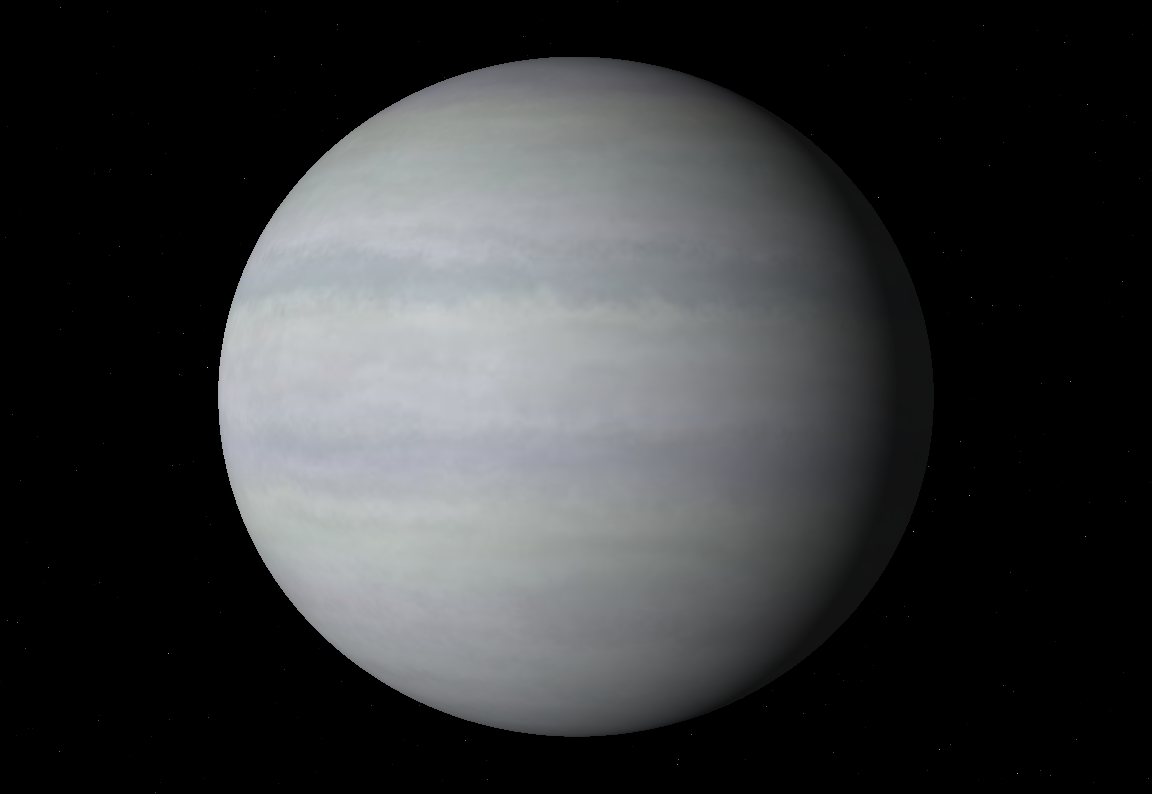
Планета II класса

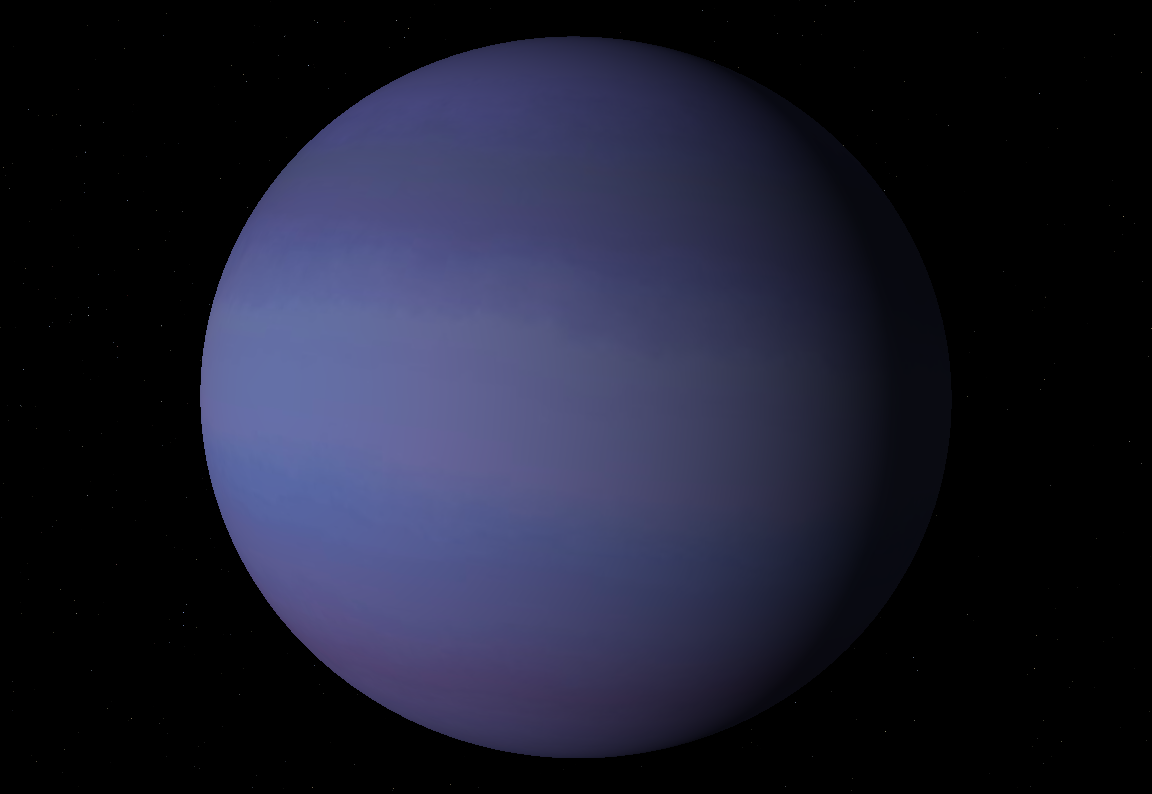
Планета III класса

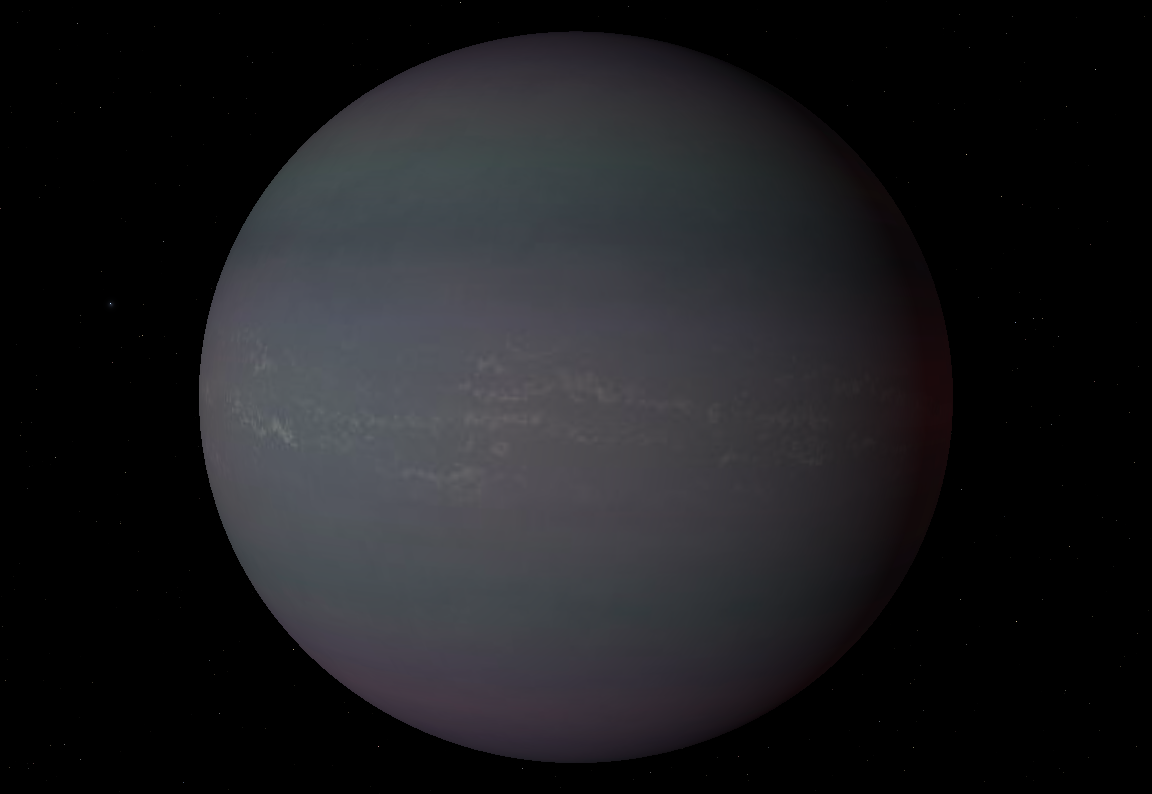
Планета IV класса

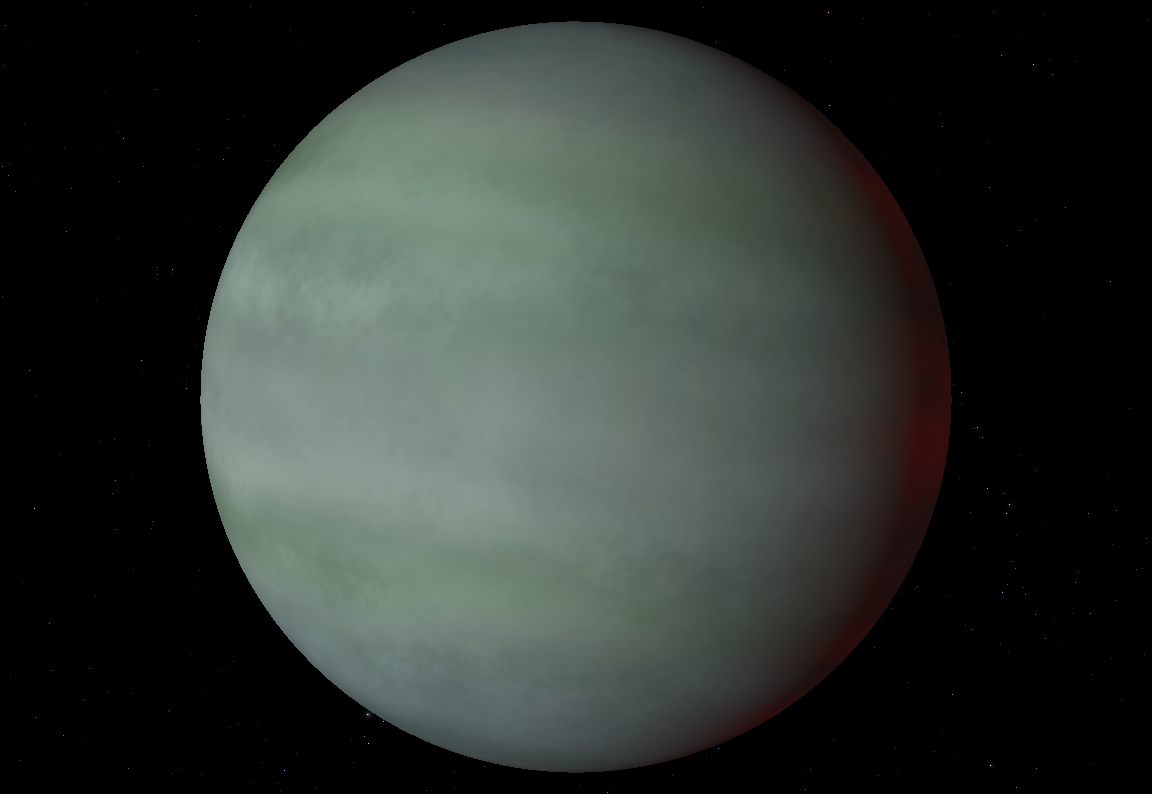
Планета V класса

Классификация экзопланет по Сударскому — система классификации внешнего вида экзопланет-гигантов в зависимости от температуры их внешних слоев. Представление экзопланеты внешнему наблюдателю базируется на теоретической модели поведения атмосферы газового гиганта и данных о её химическом составе. Учитываются также альбедо и известные спектры отражения экзопланет-гигантов.
В рамках данной классификации газовые гиганты делятся на пять классов в зависимости от степени разогрева, и обозначаются римскими цифрами. Система была предложена Давидом Сударским (с соавторами из Аризонского университета) в работе «Albedo and Reflection Spectra of Extrasolar Giant Planets» и развита в дальнейшем в работе «Theoretical Spectra and Atmospheres of Extrasolar Giant Planets».

## Общая информация
Многие свойства экзопланет изучены очень слабо, например, химический состав их атмосфер. Причиной этого являются невозможность непосредственного наблюдения экзопланет — большинство из них изучаются косвенным путём. И лишь единицы могут быть изучены путём спектрального анализа, в момент транзита перед своей звездой.
Аналогия с газовыми гигантами Солнечной системы подходит далеко не для всех экзопланет-гигантов, поскольку большинство известных экзопланет не похожи на Юпитер или Сатурн, и относятся преимущественно к классу «горячий юпитер».
Как указано выше, свойства некоторых экзопланет были изучены напрямую благодаря их прохождению (транзиту) на фоне диска звезды.
Изучение одной из таких планет, HD 189733 b, показало, что она с альбедо больше 0,14.
Большинство открытых транзитных планет также являются горячими юпитерами.
В Солнечной системе Юпитер и Сатурн, согласно классификации Сударского, оба имеют класс I. Классификация Сударского не распространяется на ледяные планеты (такие как Уран или Нептун, имеющие соответственно 14 и 17 земных масс), «сверхземли» и другие каменистые планеты (примерами которых служат Земля и OGLE-2005-BLG-390L b, которая имеет 5,5 земных масс).

## Планетарные классы

### Класс I. Аммиачные облака

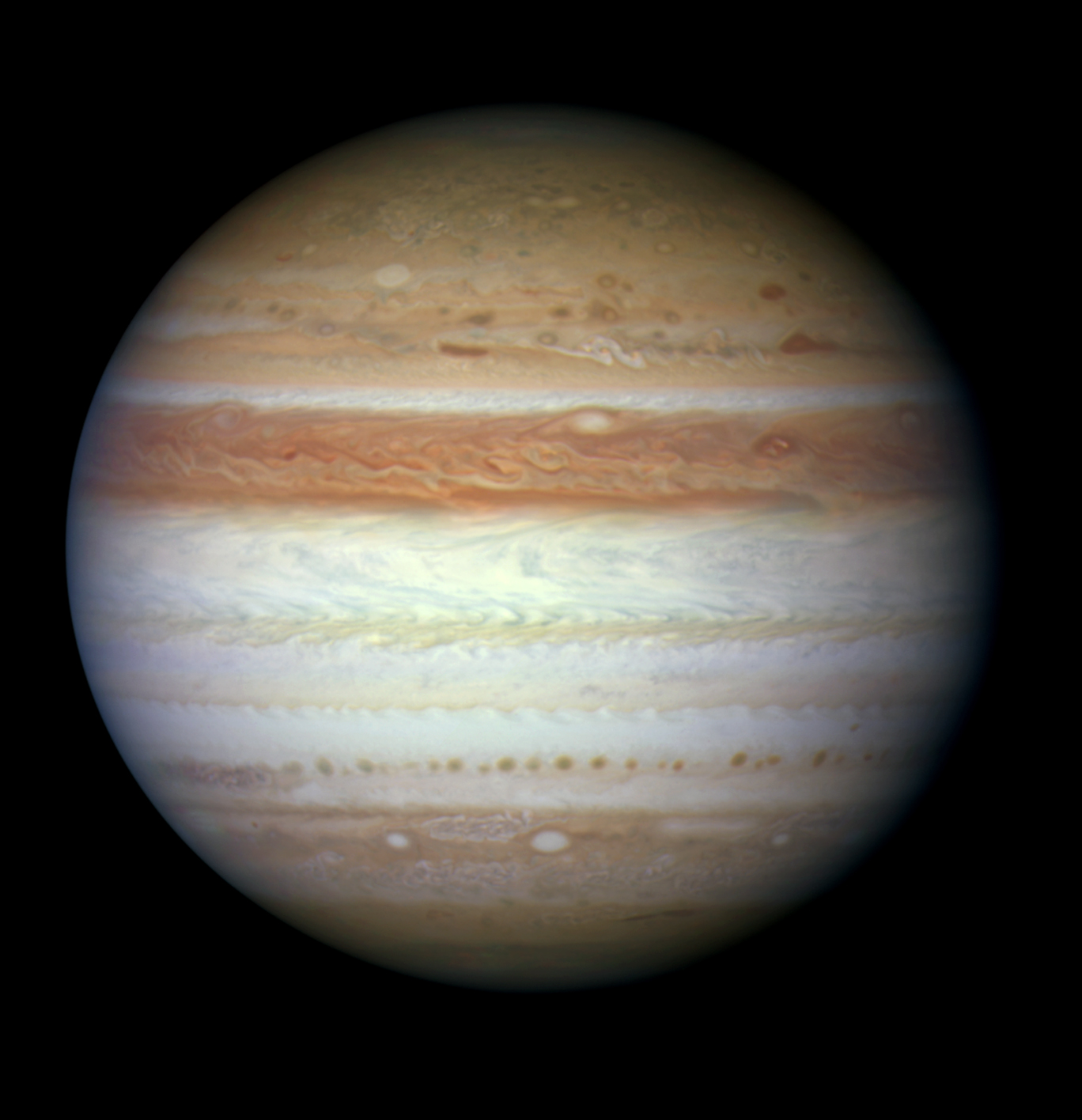
Юпитер, относящийся к I классу
по классификации Сударского

В этом классе у планет доминируют аммиачные облака, и эти планеты находятся во внешних регионах своей звёздной системы. Условием существования для этого класса планет является температура ниже −120 °C. Расчётное альбедо для класса I вокруг звезды-аналога Солнца составляет 0,57. Это заметно выше альбедо Юпитера или Сатурна (соответственно 0,343 и 0,342). Разницa объясняется наличием определённых веществ в атмосферах газовых гигантов в Солнечной системе, таких как фосфорные соединения, которые не учитываются в расчётах.
Tемпературы образования планет этого класса планет зависят от наличия слабой звезды (красный карлик), либо большого расстояния до звезды. При обращении вокруг Солнца расстояние до звезды должно быть не менее 5 а. е., чтобы планета-гигант могла попасть в этот класс.
Если масса планеты достаточно велика, она может самостоятельно разогреваться, и таким образом перейти в другой класс.
В 2000 году не было известно ни одной планеты класса I кроме Юпитера и Сатурна. Позднее были обнаружены экзопланеты, которые могут соответствовать классу I. Это 47 Большой Медведицы c, Мю Жертвенника e, HD 154345 b и многие другие.

### Класс II. Водные облака

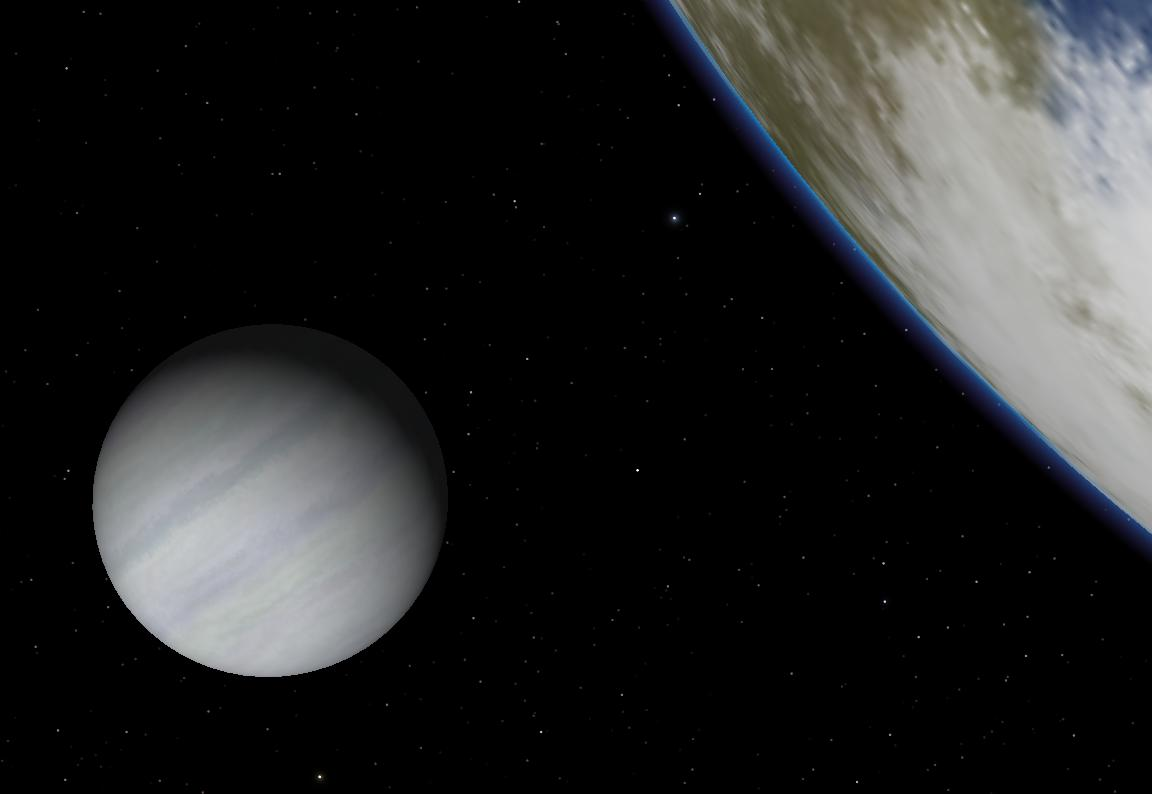
HD 28185 b, которую относят к классу II по Сударскому. Справа находится её гипотетический землеподобный спутник.

Поскольку для формирования аммиачных облаков температура газовых гигантов второго класса слишком высокая, она содержит преимущественно водные облака. Температура этих планет должна быть примерно −20 °C, или ниже этого. Водные облака очень хорошо отражают свет, и альбедо водного гиганта может превышать 0,81. Облака на этих планетах во многом похожи на земные, но помимо этого в атмосфере планет много водорода и метана, что сильно отличает атмосферу планет от земной. Планеты этого типа представляют собой газовые гиганты, находящиеся примерно или немного дальше земной орбиты. В Солнечной системе водный гигант должен был бы располагаться на расстоянии примерно немного больше 1,2 а. е. от Солнца. Планеты этого типа в Солнечной системе отсутствуют, а среди экзопланет во II класс включают 47 Большой Медведицы b и Ипсилон Андромеды d (впрочем, последняя в перигелии находится на расстоянии от светила, соответствующем III классу). Также к этому классу относят планету HD 28185 b, поскольку орбита этой планеты находится в центре «зоны жизни».

### Класс III. Безоблачные

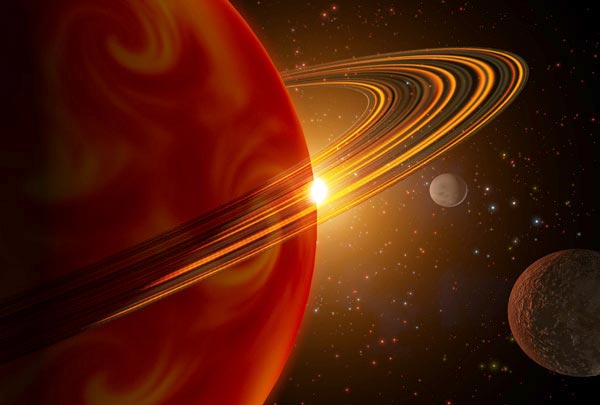
79 Кита b, вероятно, относится к III классу.

Планеты, температура поверхности которых варьирует между 80 °C и примерно 530 °C, лишены облачного покрова, поскольку для образования водных облаков там слишком тепло, и облакам просто не из чего образовываться. Вид этих планет голубо-синий, безликий, похожий на Уран или Нептун. Синий цвет обусловлен наличием метана и рэлеевского рассеяния в атмосфере этих планет.
Планетам присуще сравнительно небольшое альбедо — около 0,12. В Солнечной системе газовый гигант этого типа должен был бы располагаться примерно на месте Меркурия.
В верхней температурной зоне класса III в атмосфере планеты появляются тонкие перистые облака (выше 430 °C) из хлоридов и сульфатов. Типичным представителем этого типа в настоящий момент считается 79 Кита b. Вероятно, планетами этого класса являются Глизе 876 b и Ипсилон Андромеды c.

### Класс IV. Планеты с сильными линиями спектров щелочных металлов

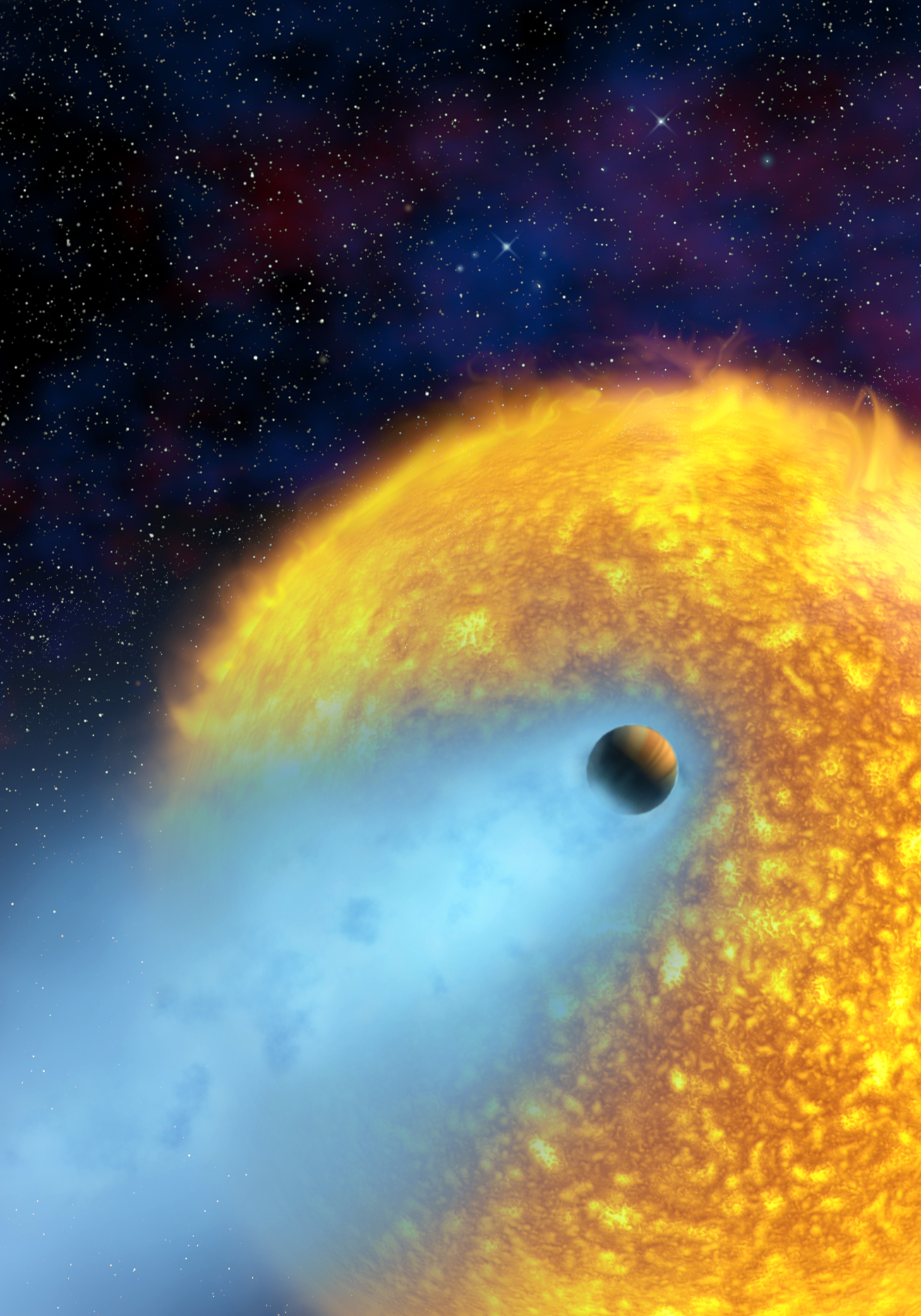
Художественное изображение горячего юпитера

При повышении температуры газового гиганта свыше 630 °C доминирующим газом в атмосфере становится диоксид углерода (а не метан). Помимо диоксида углерода, атмосфера этих планет состоит во многом из паров щелочных металлов, которые при таких температурах испаряются, что обуславливает наличие их сильных спектральных линий в атмосфере. Облаков в атмосфере этого типа не очень много, и в основном они состоят из паров железа и силикатов, хотя на спектральные линии это заметно не влияет.
Альбедо этих планет очень низкое, и составляет около 0,03. Рекордсменом является экзопланета TrES-2 b, альбедо этой экзопланеты составляет менее одного процента, а по наиболее вероятной модели и вовсе лишь 0,04 % (для сравнения, альбедо сажи составляет 1 %). Оно объясняется сильным поглощением света щелочными металлами в атмосфере.
Планеты этого класса весьма близки к своим светилам и, как правило, относятся к горячим юпитерам; так, для Солнца, газовый гигант должен находиться значительно ближе к Солнцу нежели Меркурий (на расстоянии около 0,1 а. е.).
Типичным представителем планет этого класса является 55 Рака b. Также к IV классу относятся многие известные горячие юпитеры, например HD 209458 b (Осирис), и другая известная планета этого класса — HD 189733 A b (первая планета, для которой была составлена карта температуры поверхности). Верхняя температурная граница для планет этого класса составляет примерно тысячу градусов по Цельсию.

### Класс V. Кремниевые облака
Очень горячие газовые гиганты, температура которых превышает 1100 °C, или же менее массивные и менее плотные планеты при несколько меньших температурах. Планеты класса «Кремниевые облака» имеют сплошные облака, состоящие из паров железа и силикатов. Благодаря наличию таких облаков альбедо планет достаточно высоко, и составляет 0,55. К V классу относятся известные короткопериодические горячие юпитеры. Такие планеты столь близки к своим звёздам, что не только интенсивно отражают свет звезды, но и сами светятся красно-оранжевым светом. Такие планеты могут быть найдены с помощью земных телескопов, и теоретически могли бы визуально наблюдаться, если звезда, содержащая такую планету, имеет видимый блеск ниже +4,5m. Однако на практике планеты видны не будут, так как их свет будет подавляться блеском материнской звезды. Цвет таких планет зеленовато-серый.
Планет такого класса известно довольно много, так как их проще обнаружить. В Солнечной системе планета этого класса должна была бы находиться на расстоянии примерно 0,04 а. е. от Солнца.
Самой известной планетой (и первой обнаруженной у обычных, «нормальных» звёзд) этого класса является 51 Пегаса b.